# 總願寺
總願寺（そうがんじ）は、埼玉県加須市にある真言宗智山派の寺院である。山号は玉嶹山（ぎょくとうさん）。本尊は智証大師（智證大師）作と伝わる不動明王。関東三十六不動霊場の一つ（第30番）であり、開運、商売繁盛、火防を守護とする。
不動ヶ岡不動尊とも呼ばれ、成田山新勝寺、高幡不動尊と並んで関東三大不動の一つに数えられることもある。

## 歴史
- 仁和2年（886年）第58代光孝天皇は自身の重病を治すため、智証大師（智證大師）に対し不動明王に祈願するよう命じた。その結果重病が回復したため、天皇は大師に不動明王像を作るよう命じた[2]。初冬に像後紫宸殿に安置される。以降、歴代天皇の御守護仏となった[2]。
- ある時、殿上人の1人が不動明王像の剣を盗もうとした。すると不動明王は堂守の夢枕に立ってそのことを告げた。不動明王を守るために堂守は像を背負い、自分の故郷の武州吉見領へ逃れた。その後、仮堂をその地に建てて像を安置した[2]。
- 長暦3年（1039年）荒川流域で大洪水が起こり、武州吉見領一帯もその災禍にあった折に、不動明王像は流失した。その後武州羽生領岡古井村に流れ着き、それを見つけた村人が拾い上げるが、その瞬間地震が起こる[3]。立て続けに起こった天変地異を、勝手に像を拾い上げたことに対する不動明王の怒りと思った村人は、元の場所へ返すよう、不動明王を再び川に流した[4]。
- 数日後、武州羽生領岡村で村人が利根川（会の川）の中洲に引っかかっていた不動明王像を拾い上げた。その後、お堂（不動堂）を建て像を安置した[5]。のちに不動尊信仰の繁栄に伴い、岡村は不動岡村に改名した[6]。
- 元和2年（1616年）に總願上人によって開基された。
- 明和8年（1771年）12月14日、火災により本堂、客殿、堂塔、庫裡などが焼失した[7]。
- 安永6年（1777年）3月、本堂、庫裡などの再建を行う[8]。
- 天保14年（1843年）9月、現在の本堂（不動堂）が建立された[9]。
- 明治16年（1883年）總願寺付近から出火した火災により、仁王門及び黒門が焼失した[9]。
- 明治23年（1890年）仁王門を信徒の浄財を得て再建する[9]。

## 境内
山門（仁王門）を抜けると、向かって右手に赤門、左手に黒門、観音堂が建っている。山門から奥に進むと不動堂に至る。不動堂の右手には大日堂（本殿）、客殿が建設されている。
境内には他に参籠堂、庫裏がある。

### 不動堂
屋根は入母屋造りで、銅板葺が使われている。お堂の規模は桁行五間、梁間五間である。この絵図面は三村正利家にある。

### 大日堂
本尊･不動明王が祀られている本堂である。76 cmほどの長さの倶利伽羅不動剣があり、銅で作られている。

### 籠堂
降魔怨敵衆病退散や安産などの現世利益を求めて、多くの信者が参籠･通夜を行った。

## 文化財

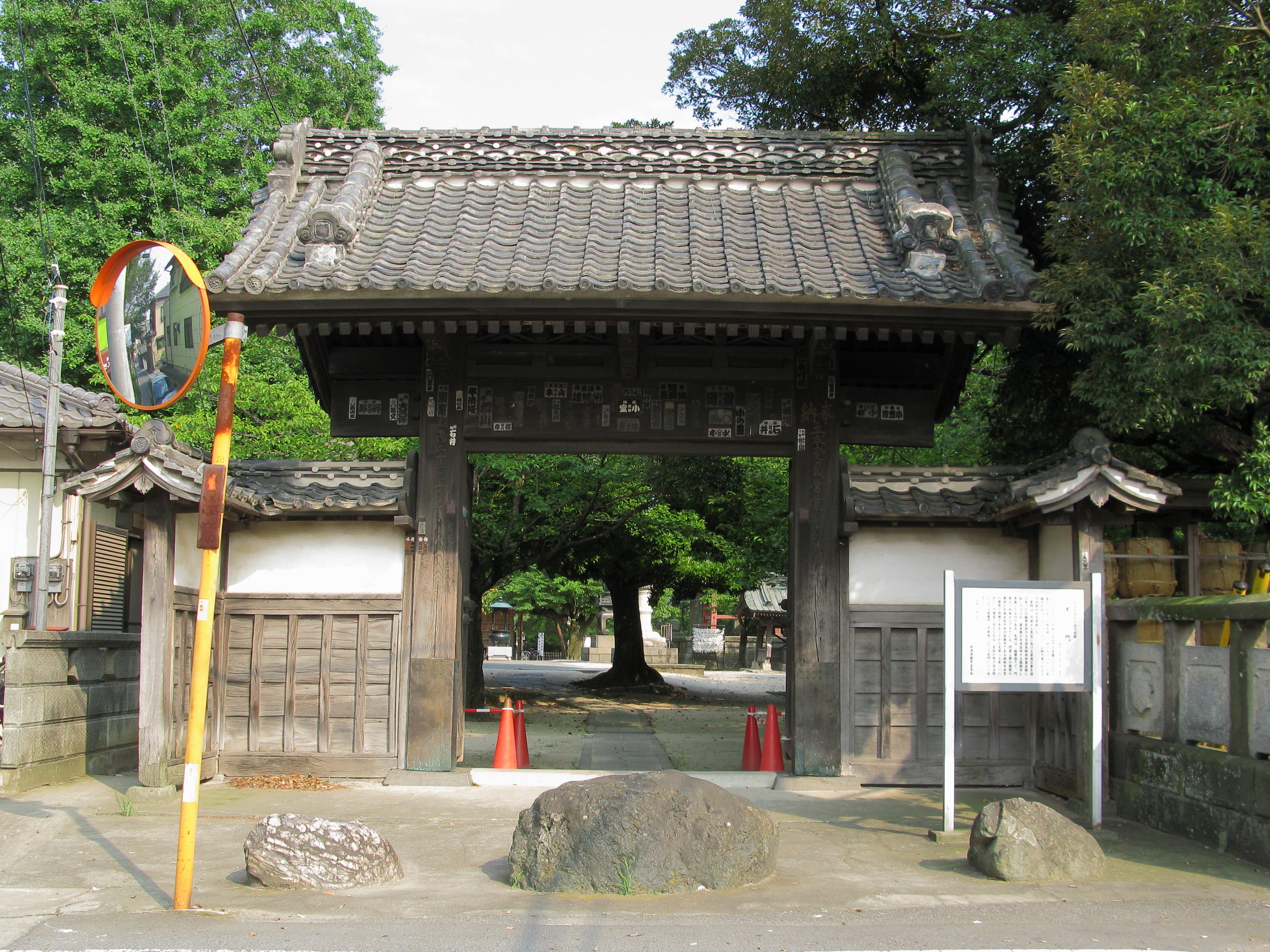
忍城から移築された黒門

所蔵品として、行田の忍城の北谷門から移築された総欅作りの「黒門」（加須市指定有形文化財）、徳川吉宗の頃とされる奉納品「倶利迦羅不動剣」などの歴史的文化資産も有する。他に、「吽形」・「阿形」、「散蓮華模様板石塔婆」、「山車と蘭陵王面」など。

## 行事
例年、350年以上の歴史を持つ「節分会・鬼追い豆まき式」、約160年前から行われている秋季大祭「柴燈護摩火渡り式」なども行われている。
毎月第4日曜日には、関東の骨董業者による骨董市が開かれている。

### 節分会
節分会は「せつぶんえ」と読む。稚児練供養、消防音楽隊による演奏、大護摩供、鬼追い豆まき式、加須鳶組合による梯子乗り、市内小・中学校の児童生徒による武州加須囃子、不動岡高等学校吹奏楽部による演奏が行われる。鬼は長さ3m、重さ25kgの大松明を持って振り回し、数万人が訪れる。力士や芸人も祭りに出演する。

## 交通
- 東武伊勢崎線加須駅北口下車、徒歩25分（約2 km）または朝日バス加須車庫行きバス終点下車。
- 東北自動車道加須インターチェンジから約15分。（約4 km）